# Dret públic
El Dret Públic és el conjunt de branques del Dret caracteritzades pel fet que hi intervé l'Estat com a ens dotat d'imperium. Són exemples de disciplines jurídiques incloses dins el concepte genèric de Dret Públic el Dret Penal, el Dret Constitucional, el Dret Financer i Tributari o el Dret Administratiu.
Regula les relacions entre l'Estat i els ciutadans.
La característica del dret públic és que els seus mandats no estan subjectes a l'autonomia de la voluntat que poguessin exercir les parts, és a dir, «no» poden ser modificats per les parts en ús legítim de la seva autonomia de la voluntat. Són mandats «irrenunciables i obligatoris», en virtut de ser manats en una relació de subordinació per l'Estat (en exercici legítim del principi d'imperi). La justificació és que han de ser acatats per tota la població.
També s'ha definit el dret públic com la part de l'ordenament jurídic que regula les relacions de supra ordenació i de subordinació entre el Estat i els particulars i les relacions de suprasubordinació, de subordinació i de coordinació dels òrgans i divisions funcionals de l'Estat entre si. El dret públic és dut a terme a través de les normes que el conformen.

## Concepte
Tot i predicar-se la unitat del Dret, es pot parlar d'una diversitat en les seves diverses manifestacions, objecte de classificacions que permeten reconèixer les diferents disciplines jurídiques. El Dret positiu, o norma escrita, és conseqüència de l'exercici de la funció legislativa dels poders públics, en procés de diversificació,configurant una realitat que va canviant i evolucionant. Atenent un criteri material, el dret públic vetlla per la defensa i compliment dels interessos generals, en tant que el dret privat es refereix als interessos individuals o estrictament especials. Aquesta tesi, la distinció entre el ius publicum et privatum ja existia en la ciència jurídica romana, i la definia el jurista romà, d'origen fenici Domici Ulpià: «publicum ius est quod ad statum rei Romanae spectat» ((Dret públic és el qual afecta el govern de la república), diferenciant del dret privat que es refereix al profit de cada individu particular. Quan es parla del profit o interès, en termes jurídics, es refereix a la utilitat de la norma que pot estar al servei de les coses públiques, perseguint l'interès general, o bé situar-se en benefici de l'interès particular, de l'individu titular dels drets. Amb un criteri subjectiu, el que es fonamenta en la qualitat dels subjectes, el dret públic es refereix als subjectes dotats d'Imperi o facultats de decidir, amb un poder de domini, tot i que aquest poder de supremacia no sempre es troba en l'esfera del dret públic, entre òrgans estatals del mateix grau i també subsisteix en el sector privat, com seria en el cas de l'empresari sobre els empleats. Des del punt de vista formal, referent a la forma externa de les relacions jurídiques, en el dret públic es caracteritzen per ser procediments coactius, que es tradueixen normalment en actes de decisió unilateral.
De totes maneres, és difícil precisar els límits entre Dret públic i el privat i les esferes de contingut de cadascun. La distinció clàssica del Dret romà ha qüestionada per alguns autors com Ruggiero, que considera inadequat adoptar la utilitas com a criteri, considerant públic el Dret que es refereix a la utilitat pública i privat el que fa referència a la privada, ja que es dona excessiva importància a un element no exclusiu i es pressuposa, d'altra banda, una separació entre l'interès públic i l'interès privat, que ja no existia en l'ordenament jurídic romà i que no és admissible en el contemporani. Per l'autor, la distinció no es pot fonamentar exclusivament en la utilitat de la norma, el criteri de l'interès i la utilitat és un instrument per distingir les normes, en el Dret públic es dona predomini a la utilitat pública de l'Estat, en les de Dret privat preval la utilitat dels particulars. Tenint en compte els subjectes al que es refereixen les normes i les finalitats que persegueixen, hi ha normes que tenen per subjecte l'Estat, o diferents agregats públics i d'altres on el subjecte és el particular, així com hi ha normes que regulen les relacions polítiques, organització dels poders de l'estat, activitat dels seus òrgans i d'altres la regulació de les relacions jurídiques particulars. Aquesta diversitat del subjecte i la finalitat en les normes permet entreveure el que representa Dret públic i Dret privat, respectivament.
A partir d'aquests conceptes es pot dir que Dret públic és el conjunt de normes que regulen l'organització i l'activitat de l'Estat i la resta d'ens polítics o disciplinen les relacions entre els ciutadans i aquestes organitzacions polítiques. Altrament, Dret privat és el conjunt de normes que regulen les relacions entre particulars o les relacions entre aquests i l'Estat i les seves agregacions, sempre que, en la relació mantinguda, aquestes no exerceixin funcions de poder polític.
L'organització i funcionament de l'Estat i altres ens públics, creats per administrar o regir la comunitat requereixen normes de Dret públic, igualment les relacions entre l'Estat i la resta d'ens públics, també les relacions entre l'Estat i ens públics i els particulars, en el cas que els primers exerceixin funcions de poder sobirà els caldran normes de Dret públic.

## Dret públic català
El dret públic català és el dret que es va fer a Catalunya des de les Assemblees de Pau i Treva del segle XI fins al 1714, que es va aplicar el Decret de Nova Planta. Amb posterioritat a aquesta data i fins a l'actualitat, excepte comptades excepcions, el dret públic català no estat altra cosa que el dret públic espanyol jurídic i administratiu fet a Catalunya, moltes vegades ni tan sols redactat en català, del sistema jurídic i administratiu vigent en el Regne d'Espanya.
Els principis bàsics i essencials del dret públic català, analitzats amb perspectiva històrica i temporal adequada es poden sintetitzar:
- La llibertat: per dret natural, tota persona i cosa són lliures. Els límits d'aquests drets són els inherents a la naturalesa humana, el que avui anomenaríem drets de la ciutadania.
- Equitat, com a norma superior. Contradiu la norma qui l'aplica menyspreant el seu esperit i, per tant, prohibeix l'abús de la norma. L’equitat és la justícia humanitzada perquè harmonitza els principis a les circumstàncies de cada cas.[12]
- Proscripció de l'abús. Lligat al principi d'equitat, es tracta de garantir el sentit de la llei.
- La justícia ha de prevaldre per sobre la llei. Les lleis són necessàries, però accidentals. Si en aplicació de la llei es pot cometre injustícia, preval aplicar justícia.
- La llei és un pacte entre l'autoritat i els governants. La llei no és el dret, sinó una forma d'expressar-lo. La llei s'inspira en els fets. El dret català avantposa l'interès de la justícia a l'observança de la llei.[12]
- Separació de poders. El poder legislatiu s'entén com conjunt de facultats atorgades pel poble. L'origen del poder és la sobirania popular. El poder executiu té la missió de garantir la llibertat, la justícia i la seguretat. El poder està supeditat al dret natural, als drets de la ciutadania.

Aquest concepte de dret públic és conseqüència directa del model polític d’estat vigent al Principat de Catalunya entre els segles X i XVIII, fonamentat en la subjecció de l’autoritat a la llei, de la seva evolució en el decurs d’aquesta etapa històrica i del caràcter propi dels ciutadans i les institucions que conformaven el conjunt del país, amb les seves particularitats. En concret, el model de les assemblees de pau i treva posteriorment es va exportar a tot l'àmbit del regne franc i va suposar un pas important per l'estabilitat i convivència social en el trànsit de l'alta a la baixa edat mitjana. A Catalunya es promulgaren els usatges, que es pot considerar com el primer codi jurídic que es compila a Europa. A l'usatge Stratae es diferencia ja entre el domini públic i el patrimoni privat de l'estat. A principis del segle XVIII, a les Corts de 1701-1702, es va crear el Tribunal de Contrafaccions, l'equivalent a un tribunal de garanties constitucionals. El concepte de pacte com a fixació, objectivació i creació de normes quedava reflectit de manera preeminent en l'ordenament jurídic públic com a fonament de la legislació positiva i garantia del principi de legalitat, tant per al poble com per al sobirà. Formalment, tot el dret vigent a Catalunya, incloent-hi el públic, era o bé paccionat o bé consuetudinari (el costum fa llei), de manera directa, o per implicació.
Amb el Decret de Nova Planta es va passar del dret públic català propi al dret públic fet a Catalunya dins el marc jurídic espanyol. A Europa es va imposar un nou model absolutista i, per tant, el dret públic català formava part d'un marc jurídic del passat, a més de la manca d'interès pràctic i del fet de no anar a contracorrent per part dels juristes del país. En definitiva, el particularisme jurídic i institucional de la Catalunya moderna s'ha concentrat en el dret privat.
En el XX és quan es produeixen tres parèntesis d’aquesta inhibició en qüestions de dret i institucions públiques, per canvis en el panorama polític: el de la Mancomunitat de Catalunya (1914-1925), el de la Generalitat republicana (1931-1939) i un darrer període que arrenca de la restauració de la Generalitat efectuada pel règim del 1977 i que perviu fins avui, període en el qual es promulguen les lleis de divisió i ordenació territorial. Dos intents van quedar en no res: el Llibre blanc de la funció pública catalana, el 2005, i la proposta reflectida en el llibre Estudis per a una Llei de governs locals de Catalunya 2007-2011.
La Mancomunitat, tot i no és una descentralització, sinó que cal considerar com un inici de concentració regional de competències únicament a través de serveis i recursos propis, atès que passen a ser atribucions de la Mancomunitat només els serveis i les funcions que la legislació provincial vigent permet establir i exercitar a les diputacions provincials, que són les que li deleguen. Això, afegit a grans dosis d’enginy, habilitat i innovació, és el que dona lloc que una simple concentració regional de competències acabi esdevenint una veritable obra de govern. Tot i que no tenia capacitat legislativa, es promulgaren disposicions de caràcter normatiu que van alterar el context existent i van posar en marxa polítiques, accions que en bona part perduren fins avui, Institucions i actuacions creades i desenvolupades per la Mancomunitat de Catalunya que perduren avui dia, com l'Institut d’Estudis Catalans, l'Escola d’Administració Pública de Catalunya, la Biblioteca de Catalunya, l'Escola Industrial, l'Escola Superior dels Bells Oficis, una profusa promulgació de polítiques educatives, una reeixida estratègia de polítiques socials i d’atenció a les persones, i una iniciativa cabdal en infraestructures.

Es poden identificar tres grans personatges, imprescindibles per a conèixer el dret públic català es tracta de les seves aportacions en tres llibres separats en el temps: Regiment de la cosa pública, de Francesc Eiximenis, L’esperit del dret públic català, de Francesc Maspons i Anglasell, i El dret públic català: Les institucions a Catalunya fins al Decret de Nova Planta, de Víctor Ferro i Pomà.